# Splitalbum
Et splitalbum er et musikalbum hvor to eller flere bands eller kunstnere går sammen for at udgive et fælles album. Splitalbum reducerer udgifterne ved at udgive et album, ligesom det kan give større omtale at udgive sammen med andre bands. Dette gør at splitudgivelser ofte ses blandt nystartede bands og undergrundsmusik.
Et eksempel på et splitalbum er The Forest Is My Throne / Yggdrassil mellem de to norske metalbands Satyricon og Enslaved.